# Межрелигиозные служители
Межрелигиозные служители (др. название Межконфессиональные служители, межрелигиозные церемониймейстеры, англ. Interfaith Officiants) обучены мировым религиям и межрелигиозной духовности. 
Служители могут помочь людям определить свои собственные духовные убеждения посредством процесса духовного самопознания. Они также могут выступать на межрелигиозных свадьбах.

## Концепция
Служители как представители межрелигиозных организаций принадлежат к разным вероисповеданиям, исповедуют разные философии и имеют собственные определенные религиозные убеждения, но при этом разбираются в разнообразии религиозных традиций и уважают их. Они обслуживают отдельных лиц, супружеские пары и семьи в соответствии с их религиями, с уважением к их воззрениям, проводя церемонии, основанные на желаниях, предпочтениях, убеждениях и обычаях обслуживаемых ими клиентов. Как и больничные капелланы, межконфессиональные служители обыкновенно обладают собственными религиозными взглядами, публично не исповедуют веру от имени какой-либо одной религиозной традиции, уважая и почитая их все.
Ряд межрелигиозных семинарий и религиозных образовательных учреждений обучают межрелигиозных служителей. Служители отличаются от капелланов тем, что они обычно работают независимо и служат обществу в целом, в отличие от капелланов, которые работают в связи с определенными учреждениями — вооруженные силы, больницы и др..

## Совет межрелигиозных сообществ США
В 2010 году был создан Совет межрелигиозных сообществ США (Council of Interfaith Communities of the United States). Это зонтичная структура для межрелигиозных служителей, которые выходят за рамки статуса церемониймейстера, чтобы заниматься пожизненным общественным служением для поддержки межконфессиональных семей.  Услуги такого священнослужителя включают в себя разнообразные торжества, проводимые в традициях разных религиозных верований.
В состав Совета входят члены из США и Мексики, включая Новую семинарию (The New Seminary) Нью-Йорка, Межконфессиональную семинарию единого духа (One Spirit Interfaith Seminary) Нью--Йорка, Институт капелланов искусств и межконфессионального служения (Chaplaincy Institute for Arts and Interfaith Ministry) в Беркли, Калифорния, Институт капелланства штата Мэн (Chaplaincy Institute of Maine), Американский институт целостной теологии (American Institute for Holistic Theology) в Алабаме, Межрелигиозная академия межконфессиональных исследований (Interfaith Academy for Interfaith Studies) в Техасе и Мексике, Школа богословия «Все пути» (All-Paths Divinity School) в Лос-Анджелесе, Калифорния. Руководит Советом Тим Майнер (Tim Miner).